# Xã Chariton, Quận Schuyler, Missouri
Xã Chariton (tiếng Anh: Chariton Township) là một xã thuộc quận Schuyler, tiểu bang Missouri, Hoa Kỳ. Năm 2010, dân số của xã này là 131 người.